# Chilades varunana
Chilades varunana är en fjärilsart som beskrevs av Moore 1865. Chilades varunana ingår i släktet Chilades och familjen juvelvingar. Inga underarter finns listade i Catalogue of Life.

## Bildgalleri

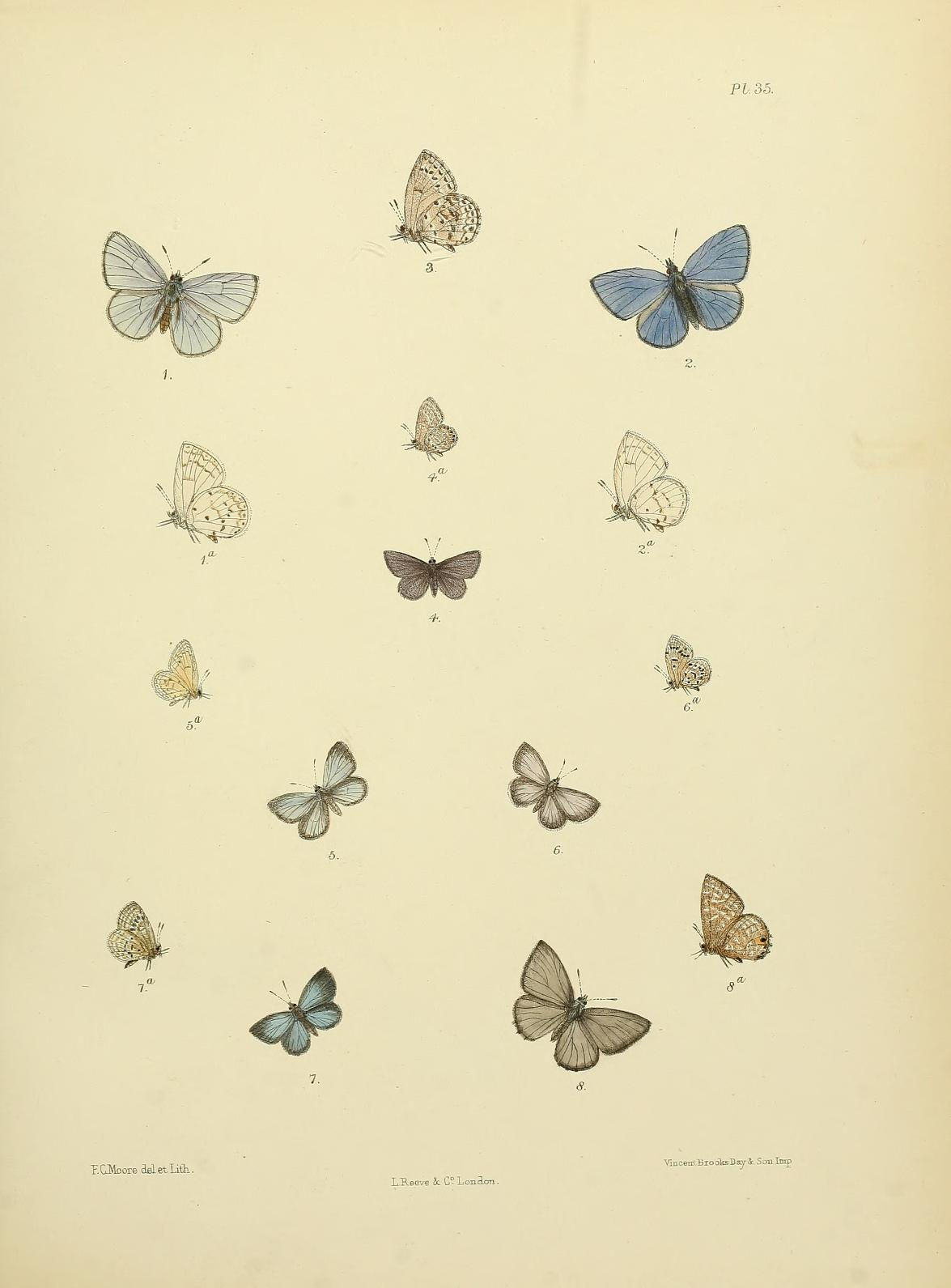